# Baphia heudelotiana
Baphia heudelotiana là một loài rau đậu thuộc họ Fabaceae.
Loài này có ở Guinea và Sénégal.